# Holotrichius
Holotrichius is een geslacht van wantsen uit de familie van de Reduviidae (roofwantsen). Het geslacht werd voor het eerst wetenschappelijk beschreven door Hermann Burmeister in 1835.

## Soorten
Het genus bevat de volgende soorten:

- Holotrichius albicans Reuter, 1891
- Holotrichius apterus Jakovlev, 1879
- Holotrichius araxeus Dispons, 1964
- Holotrichius bechuanus Hesse, 1935
- Holotrichius bergrothi Reuter, 1891
- Holotrichius bodenheimeri Dispons, 1962
- Holotrichius brittoni Miller, 1954
- Holotrichius caelestis Dispons, 1964
- Holotrichius chopardi Villiers, 1950
- Holotrichius cyrilli Costa, 1841
- Holotrichius deafouliani Dispons & Villiers, 1967
- Holotrichius denudatus A. Costa, 1841
- Holotrichius dezfouliani Dispons & Villiers, 1967
- Holotrichius disponsi Villiers, 1948
- Holotrichius eghbali Dispons & Villiers, 1967
- Holotrichius eroanumensis Dispons, 1964
- Holotrichius farinator Reuter, 1891
- Holotrichius fedtschenkoi Reuter, 1891
- Holotrichius flavomarginatus Villiers, 1956
- Holotrichius grimmi Jakovlev, 1879
- Holotrichius ilius Dispons, 1964
- Holotrichius innesi Horváth, 1911
- Holotrichius insularis Distant, 1903
- Holotrichius kafirnigani Dispons, 1964
- Holotrichius karoanus Hesse, 1935
- Holotrichius kizilkumi Dispons, 1964
- Holotrichius laevigatus Reuter, 1891
- Holotrichius lividus Burmeister, 1835
- Holotrichius luctuosus (Mulsant & Mayet, 1868)
- Holotrichius mateui Dispons, 1965
- Holotrichius mauritanicus Villiers, 1951
- Holotrichius mesoleucus Kiritshenko, 1914
- Holotrichius moestus Reuter, 1891
- Holotrichius montanus (Leach & Risso, 1826)
- Holotrichius moutteae Dispons, 1955
- Holotrichius nitidicollis Linnavuori, 1964
- Holotrichius obtusangulus Stål, 1874
- Holotrichius ochraceus Reuter, 1891
- Holotrichius philbyi Miller, 1954
- Holotrichius pierrei Dispons, 1960
- Holotrichius putoni Reuter, 1908
- Holotrichius reuterianus Dispons, 1961
- Holotrichius rotundatus Stål, 1874
- Holotrichius segmentarius Distant, 1911
- Holotrichius sibiricus Reuter, 1891
- Holotrichius spinicollis Reuter, 1891
- Holotrichius squalidus (Douglas & Scott, 1868)
- Holotrichius tenebrosus Burmeister, 1835
- Holotrichius termezi Kiritshenko, 1914
- Holotrichius tibialis Reuter, 1891
- Holotrichius tristis Jakovlev, 1874
- Holotrichius zavattarii Mancini, 1951